# Football américain en France
Le football américain en France est géré en France par la Fédération française de football américain fondée le 15 avril 1983.
L'équipe de France de football américain représente la France dans les compétitions internationales. Elle a participé à la phase finale de la dernière coupe du monde de football américain aux États-Unis en juillet 2015.
Pour les clubs, le championnat de France masculin est organisé depuis 1982. Le premier championnat féminin a été disputé en 2015.
Aujourd'hui, les principales compétitions sont le Championnat de France de D1 (ou Casque de diamant), celui de D2 (ou Casque d'or), celui de D3 (ou Casque d'argent) et les championnats régionaux (R1 et R2).
Il existe aussi un championnat national des moins de 19 ans, des championnats territoriaux en moins de 16 et 19 ans, ainsi qu'un championnat féminin appelé Challenge Féminin.

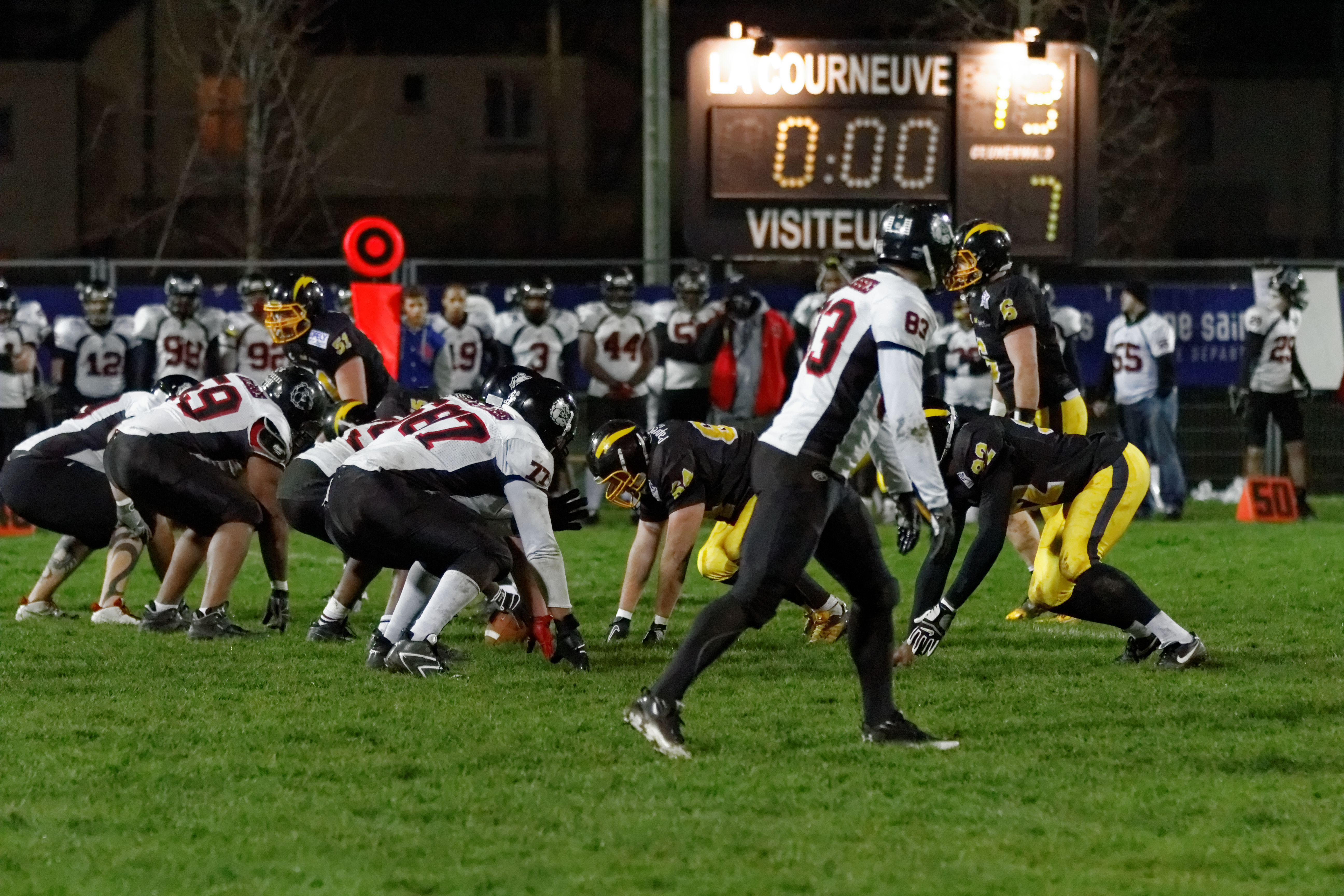
Flash-Molosses le 16 février 2013

## Histoire

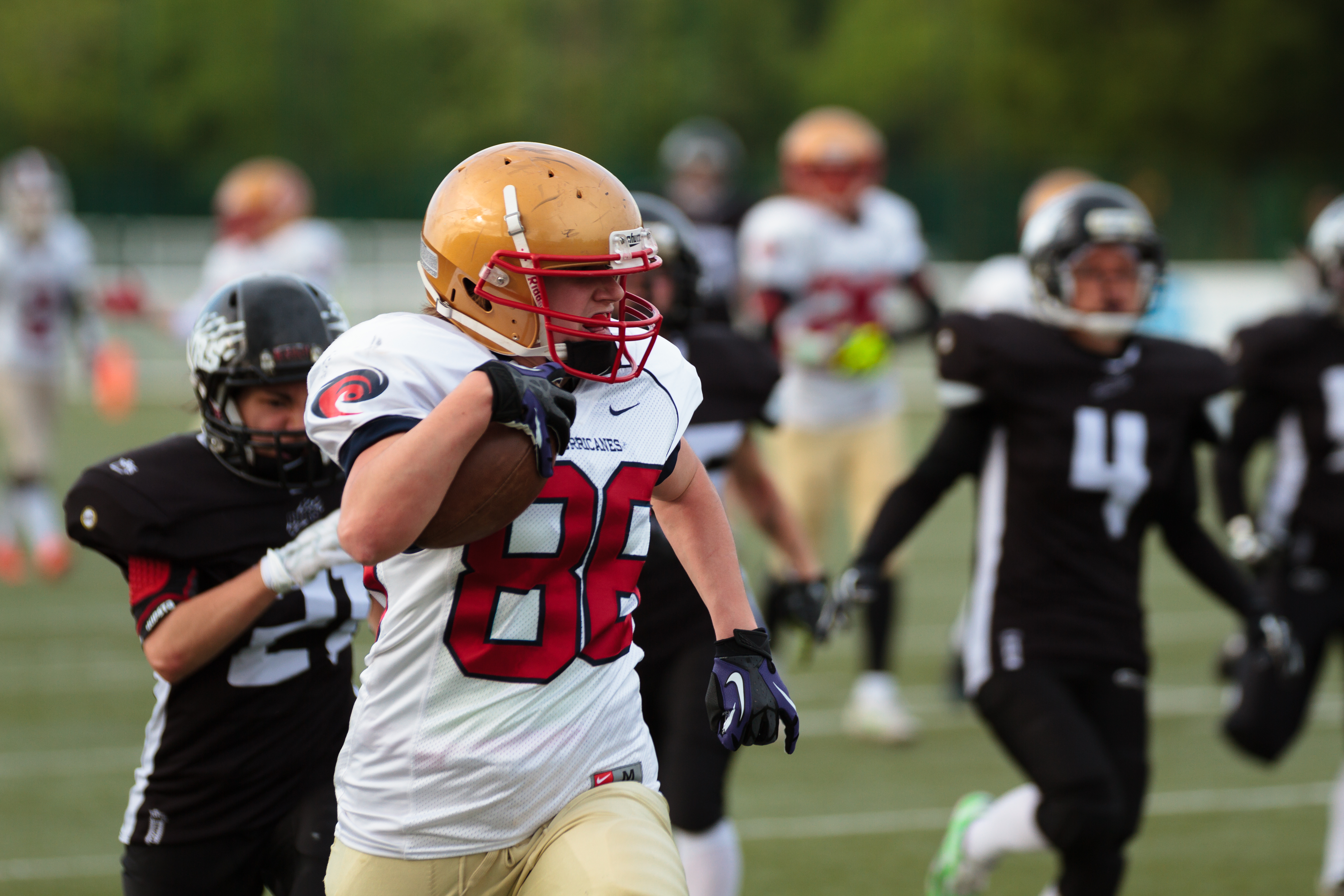
football américain féminin à Toulouse, en 2015

Années 1950 et 1960 : Les bases de l'OTAN localisées en France jusqu'en 1966 comprennent des équipes de football américain de deux types : seniors (militaires) et juniors (lycéens américains et enfants des militaires stationnés en France). Citons les Paris Pirates, les Paris Indians (qui jouaient au Camp des Loges à Saint-Germain-en-Laye), les Orléans Trojans, les Châteauroux Sabres, les Poitiers Panthers et les Verdun Falcons, notamment ;
- 1980 : Laurent Plégelatte importe le football américain en France[7]. Il met en place le premier club français : Spartacus de Paris ;
- 1981 : Le premier match officiel se tient au mois de juin, il oppose les Spartacus de Paris et les Météores de Nogent ;
- 1982 : Première édition du championnat de France de première division ;
- 1983 : Création de la Fédération Française de Football Américain (FFFA). Première édition du championnat de France de deuxième division. Premier match de l'équipe de France face à la Finlande ;
- 1985 : Le football américain est reconnu par le Ministère de la Jeunesse et des Sports ;
- 1989 : Première édition du championnat de France de troisième division ;
- 1990 : Première édition du championnat de France des moins de 19 ans ;
- 1993 : Le football américain est reconnu comme sport de haut niveau ;
- 2017 : L'équipe de France senior remporte son premier titre majeur, les Jeux mondiaux (World Games en anglais) ;
- 2018 : L'équipe de France senior remporte son premier titre Européen.

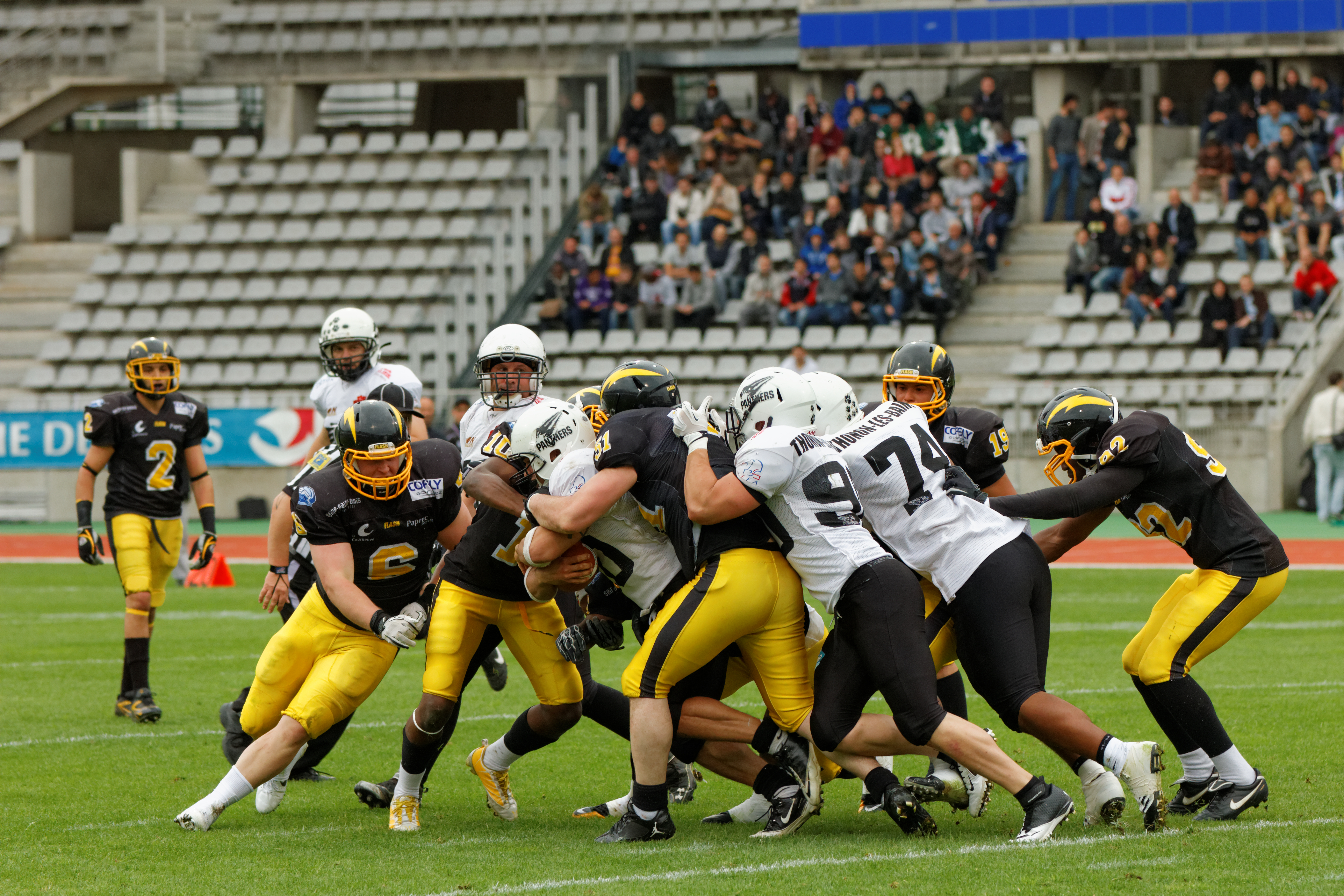
Lors de la Final du Casque de Diamant en 2013 au Stade Charlety

Le 20 avril 2013, le premier match officiel en France de football américain en catégorie féminine se tient à La Courneuve entre une sélection d'Île-de-France et le club allemand des Hurricanes, vice-championnes d'Allemagne.
En 2025, le football américain perd son statut de discipline de haut niveau reconnue par le ministère des Sports. Le programme de l'équipe de france est stoppé.

## Compétitions
- Championnat de France de division 1  - Casque d'Or (de 1982 à 1994), Casque de Diamant (depuis 1995) ;
- Championnat de France de division 2 -  Casque d'Argent (de 1983 à 1994), Casque d'Or (depuis 1995) ;
- Championnat de France de division 3  - Casque de Bronze (de 1989 à 1994), Casque d'Argent (depuis 1995).

## Médias
Télévision
À la télévision, le championnat de France est peu médiatisé, au niveau national il arrive que lors du journal ou d'émissions spécialisées (Stade 2 et Tout le sport) un sujet ou reportage traite d'une équipe ou d'un événement. La FFFA, depuis la saison 2022, met en place un partenariat avec la chaîne Sport en France, afin de diffuser à la télévision une rencontre par journée de championnat ainsi que l'intégralité des phases finales du championnat élite. Au niveau régional ou local, quelques chaînes diffusent l'actualité du/des clubs locaux. Canal+ et Sport+ retransmirent plusieurs matchs de la saison et des play-offs de la NFL avant que BeIN Sports n'acquière l'exclusivité des droits de diffusion, France 2 a retransmis le Super Bowl entre 2006 et 2010, et France 4 proposa de 2006 à 2009 une émission (NFL Game Day) traitant des matchs joués le week-end précédent en NFL.
De 2011 à 2018, le Super Bowl était diffusé sur W9. Puis en 2019 et 2020, c'est TF1 qui a récupéré les droits de diffusion.
À partir du mois de septembre 2020, la chaîne L'Équipe a diffusé une rencontre par journée sur les 16 premières journées de championnat NFL sur son site internet , puis depuis la journée 17 inclus, sur sa chaîne télé, et continua ainsi pour les playoffs jusqu'au Superbowl LV. Le dispositif sera reconduit et perfectionné pour les 2 saisons suivantes avec un match en direct chaque dimanche sur le site et sur la chaine (sauf en cas d'événement sportif majeur) durant la saison régulière et les phases éliminatoires. Tandis que les 2 matchs de finale de conférence et le Super Bowl étaient diffusés en direct (le Super Bowl était même diffusé en continu le lendemain sur la chaine).
Depuis septembre 2023 et jusqu' à la fin de la saison 2027, c'est le groupe M6 qui a récupéré les droits pour la diffusion gratuite. La diffusion des rencontres diffère de celle proposée par la chaine l'Equipe, chaque dimanche un match de la saison régulière et des phases éliminatoires est diffusée sur la plateforme M6+ (anciennement 6play), ainsi que les temps forts de la plupart des matchs de chaque semaine jusqu'a la semaine 18, puis les temps forts de tous les matchs éliminatoires. Les 2 matchs de finale de conférence sont diffusés en direct sur la plateforme et sur W9, tandis que pour le Super Bowl c'est M6 qui le diffuse en direct.
Presse
Différents magazines ont existé en France depuis les années 1980, paraissant sous différents formats et fréquences. En 2013 est né le magazine « 4th & Goal » vendu par abonnement, il promotionne le Foot US en France par une couverture très étendue de l'activité (arbitrage, entrainement technique, vie des clubs, zoom région, etc.). En 2018, le magazine est accessible sur Facebook.
Web
Sur le site « FandefootUS.fr », on trouve les résultats des différents championnats seniors français (allant de l’Élite aux championnats régionaux), mais aussi les résultats des principaux championnats européens, ainsi que les grands championnats Nord-Américains (NFL et CFL en particulier), certains championnats Sud-Américain et certains championnats asiatiques (notamment la X-League au Japon).